# Cratere Chernyshev
Chernyshev è un cratere lunare di 59,31 km situato nella parte nord-occidentale della faccia nascosta della Luna, a nord-est del cratere Chandler e del più grande cratere d'Alembert.
Il bordo di questo cratere è eroso e presenta numerosi piccoli crateri. In particolare il margine meridionale si presenta più danneggiato e modificato della parte settentrionale. Il pianoro interno presenta anch'esso molti piccoli crateri, più concentrati verso la porzione occidentale. Se si eccettuano gli impatti, il pianoro si presenta abbastanza livellato e privo di picco centrale.
Il cratere è dedicato  all'ingegnere missilistico sovietico Nikolaj Gavrilovič Černyšëv.

## Crateri correlati
Alcuni crateri minori situati in prossimità di Chernyshev sono convenzionalmente identificati, sulle mappe lunari, attraverso una lettera associata al nome.
| Chernyshev | Coordinate             | Diametro (in km) |
| ---------- | ---------------------- | ---------------- |
| B          | 48°18′00″N 176°00′36″E | 20,91            |